# Recreación histórica

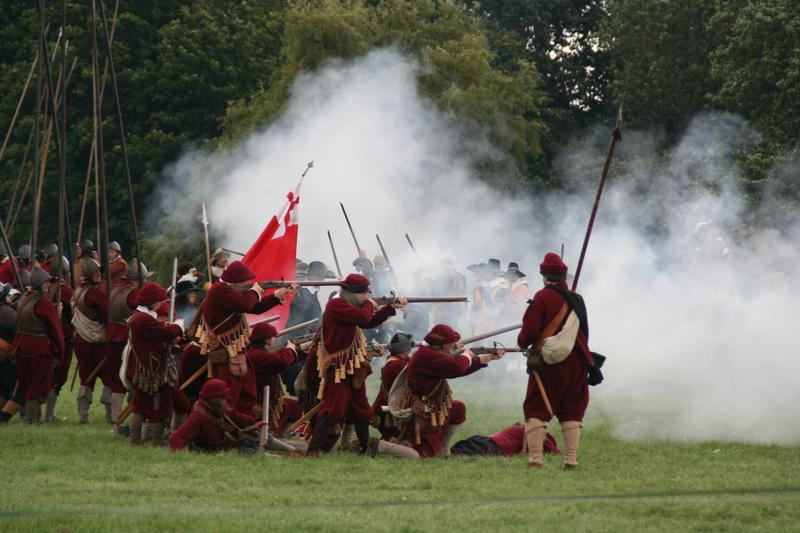
Recreación histórica de la batalla de Naseby.

La recreación histórica es una actividad en la cual los participantes recrean algunos aspectos de un evento o periodo histórico. Puede ser uno muy estrechamente definido, como una guerra u otro evento concreto, o uno de más amplia cobertura.
Las actividades relacionadas con la "recreación" no son nuevas. Los torneos medievales tenían a veces temas romanos o más antiguos —mientras que los Romanos mismos montaron recreaciones de famosas batallas navales (Naumaquia) y terrestres dentro de sus coliseos como una forma de espectáculo público— y los victorianos recrearon objetos medievales como tapices. 
El término historia viviente (living history, conforme a su denominación en inglés), describe los intentos de traer la historia a la vida, ya sea para disfrute de una audiencia o para el de los participantes mismos. La principal diferencia entre una recreación y una actuación dramática del periodo es el grado de inmersión y el monto de la improvisación.
De un tiempo a esta parte, la recreación histórica ha ido profesionalizándose, dando más y más importancia a la investigación científica, a las fuentes y a la fidelidad en las reconstrucciones. En palabras de Yeyo Balbás: "En general, el progresivo aumento en los niveles de autenticidad del re-enactment europeo, gracias al alto nivel de conocimientos adquiridos y a la gran habilidad artesanal de los fabricantes [...] ha creado una brecha entre los grupos con una vocación más “dura” y aquellos que conciben esta actividad como un simple hobby". Aunque en muchos casos se vea como un evento lúdico, la propia recreación histórica se ha tomado en serio como herramienta de divulgación y democratización de la Historia, analizándose y siendo consciente de sus puntos débiles para intentar superarlos y perfeccionarse.

## Galería
|                                              |
| Recreadores del período romano, en Tennessee |

|                                                                                              |
| Recreación de la batalla de la Línea Molotov de la Segunda Guerra Mundial, en Sanok-Olchowce |

|                                                     |
| Reconstrucción de la batalla de Grunwald en Polonia |

|                                                                           |
| Recreación histórica de una batería francesa en la batalla de Austerlitz. |

| |
| Miembros de Grupo de recreación histórica "El Comité" en una caminata con equipamiento histórico de la Guerra Civil. |